# Der Mann der über Autos sprang
Der Mann der über Autos sprang ist das im Jahr 2010 erschienene Kinodebüt des Regisseurs Nick Baker-Monteys. Der Film über einen jungen Mann, der durch die Kraft des Gehens den Vater seines besten Freundes heilen will, gewann 2011 unter anderem den Max-Ophüls-Preis für das Beste Drehbuch und den Preis des Festival International du Film d’Aubagne für den Besten Film.
„Prize list of 12th Festival International du film“
Der Film ist eine deutsche Produktion von ophir film gmbh und BurkertBareiss Development. In den Hauptrollen spielen Robert Stadlober und Jessica Schwarz.
In Deutschland startete der Film am 9. Juni 2011 im Arsenal Filmverleih.

## Handlung
Julian, ein junger Mann, entflieht zu Anfang einer Nervenheilanstalt in Berlin, um zu Fuß nach Süddeutschland zu gehen, weil er den erkrankten Vater seines verstorbenen besten Freundes durch die Kraft des Gehens heilen will. Kurz nach seinem Ausbruch begegnet er der Ärztin Julianne, die durch den Tod eines jungen Patienten an ihrem Beruf zweifelt. Aus nicht näher geklärten Gründen kennt Julian ihren Namen. Kurze Zeit später begegnen sich die beiden wieder, Julianne lädt Julian zu sich nach Hause ein, damit er sich dort ausruhen kann. Als dieser weiterziehen will, gibt sie ihm noch die Wanderschuhe ihres Freundes Sebastian. Weil es in ihrer Beziehung aber nicht stimmt, schließt sie sich, nachdem sie nochmals aufeinander treffen, kurzerhand dem charismatischen Wanderer an, auch wenn dieser zuerst nicht begeistert von dieser Idee ist. Gemeinsam setzen sie ihre Wanderschaft fort. Unterwegs treffen sie auf die Ehefrau und Mutter Ruth, die von ihrem Mann Matthias im Urlaub schlecht behandelt wird und an ihrer Situation verzweifelt. Julianne und Julian nehmen sie in ihrer kleinen Gruppe auf.
Julian wird vom heruntergekommenen Polizisten Jan verfolgt, der den Auftrag hat, ihn zurück in die Klinik zu bringen. Was Julian nämlich verschweigt, ist, dass er verantwortlich ist für den Tod seines besten Freundes: Julian glaubt fest daran, kraft seiner Gedanken über fahrende Autos springen zu können, und wollte dies mit seinem besten Freund ausprobieren, der das Auto fuhr. Dieser bekam aber im letzten Augenblick Angst, wich Julian aus und verunglückte dabei tödlich.
Nachdem sie sich einige Male nur knapp verpasst haben, trifft die Gruppe schließlich auf Jan, und alle vier setzen gemeinsam den Weg fort. Jan lädt sie alle in ein Hotel ein und sperrt Julian dort in seinem Hotelzimmer ein. Doch Julian kann mit Hilfe der von seinen Lügen enttäuschten Julianne entkommen. Ruth kehrt in ihrem Selbstbewusstsein gestärkt zu ihrer Familie zurück. Jan und Julianne fahren zu den Eltern von Julians totem Freund, wo dann auch Julian eintrifft. Er überzeugt Jan, das Experiment noch einmal zu wagen. Julianne kommt in dem Moment dazu, als Julian gerade über Jans heranrasenden Wagen springt.
Julianne kehrt zu Sebastian zurück, und Jan lässt Julian schließlich frei und fährt alleine zurück nach Berlin.

## Rezeption
Der Mann der über Autos sprang erhielt auf verschiedenen Filmfestivals Auszeichnungen, so z. B. in Aubagne oder auf dem Filmfestival Achtung Berlin.
In der Presse erhielt der Film viele, aber nicht nur positive Kritiken. So sah kino.de in dem "[t]ragikomische[n] Roadmovie mit skurrilem Humor" "Yoga für die Seele" während cinema harsch urteilte: „Es heilkraftelt wunderschwer, der jesusmäßige Dackelblick von Robert Stadlober nervt, und unter anderen Vorzeichen könnte der esoterische Dünnpfiff glatt als Werbefilm für Scientology durchgehen. Das Drehbuch gewann – noch ein Wunder! – den Max-Ophüls-Preis.“ Ein Lob gab es für die „tolle Kamera“ in diesem „esoterisch angehauchten Debüt“. Fazit: „Ein Mini-Jesus latscht nach Schwaben: kryptisches Roadmovie“.

## Trivia
Auch wenn der Titel an den Unfall in der Sendung Wetten, dass..? vom 4. Dezember 2010 erinnert, in der Samuel Koch mit Powerjumpern über ein fahrendes Auto sprang und dabei schwer verunglückte, haben weder Titel noch Film damit zu tun. Vielmehr war der Film zu diesem Zeitpunkt bereits fertiggestellt.